# Alfred Vaucher
Alfred-John-Henri Vaucher (* 11. Juli 1833 in New York; † 8. August 1901 in Thônex; heimatberechtigt in Genf) war ein Schweizer Mediziner und Politiker.

## Leben

### Familie
Alfred Vaucher entstammte der ursprünglich aus dem Val-de-Travers stammenden Genfer Familie Vaucher und war der Sohn des Zahnarztes Albert Vaucher (* 25. September 1802 in Lancy) und von dessen Ehefrau Monique-Françoise-Fanny (1. Dezember 1849), der Tochter von Jean-Antoine Piller (auch Pillier).
1884 heiratete er Marie-Eugénie, die Tochter von Joseph-Etienne Moret. Gemeinsam hatten sie fünf Kinder.

### Werdegang
Alfred Vaucher immatrikulierte sich 1851 zu einem Medizinstudium an der Universität Zürich, das er an der Universität München sowie 1855 an der Universität Heidelberg und an der Universität Giessen fortsetzte, bis er dort 1856 zum Dr. med. promovierte.
Nach Beendigung des Studiums war er als Assistenzarzt am 1856 eröffneten Genfer Kantonsspital tätig.
1859 nahm er als Chirurgenmajor am Zweiten italienischen Unabhängigkeitskrieg teil und wurde im selben Jahr Gefängnisarzt. Er gehörte 1861 einer Spezialkommission an, die gebildet wurde, um ein Freischarenkorps zu rekrutieren.
Von 1870 bis 1876 war er Chefchirurg des Kantonsspitals Genf. Von 1876 bis 1900 lehrte er an der Universität Genf das Fach Geburtshilfe und leitete von 1878 bis 1899 die Gynäkologieabteilung des Genfer Universitätsspitals. Von 1896 bis 1898 wirkte er als Dekan der Medizinischen Fakultät.
Nachdem Jeanne Lombardi in der Nacht vom 1. zum 2. Mai 1885 in Genf ihre drei Kinder ermordet hatte, wurde er 1886 zum Gutachter im Gerichtsverfahren bestellt. Sie wurde als sozial gefährlich beurteilt und in die psychiatrische Anstalt in Genf eingewiesen. Der Prozess warf die Frage nach der Berücksichtigung von Geisteskrankheiten vor Gericht auf. Ein Jahr nach dem Prozess überarbeitete das Genfer Kantonsparlament das Gesetz über die legale Behandlung von kriminellen Geisteskranken. Im Zuge von Vauchers Beteiligung als Gutachter kam es zu unterschiedlichen Ansichten mit dem weiteren bestellten Gutachter Joseph Jules Dejerine, die zu einer Aufforderung zum Duell führten. Vaucher beschloss aber, die Angelegenheit auf sich beruhen zu lassen. Aufgrund von Unstimmigkeiten zwischen Vaucher und der Verwalterin sowie der Verwaltungskommission des Kantonsspitals entschied sich 1895 der Staatsrat, die administrative Leitung direkt dem Departement für Handel und Industrie des Staatsrats zu unterstellen.

### Politisches und gesellschaftliches Wirken
Nach der Wahl von James Fazy in die Genfer Kantonsregierung kam es am 22. August 1864 zu Unruhen. Aufgrund seiner Teilnahme an diesem Aufstand erfolgte im September die Verhaftung Vauchers, doch wurde er wegen eines Grossbrandes im September 1864 zur Patientenversorgung vorzeitig entlassen. In der später erfolgten Anklageuntersuchung wegen der Unruhen in Genf wurde festgestellt, dass das Strafverfahren gegen ihn nicht weiter fortzusetzen sei.
1865 kam es zu einer weiteren Anklage, weil Vaucher am Betrieb des Clubs Cercle des Etrangers im Hotel von James Fazy mitbeteiligt war. Dieser behauptete, es handele sich um eine geschlossene und nicht um eine öffentliche Gesellschaft, sodass er dort Glücksspiel betreiben könne. Nachdem bei einer Durchsuchung im Dezember 1864 mehrere Spielgerätschaften beschlagnahmt worden waren, musste Vaucher im späteren Gerichtsverfahren unter dem vorsitzenden Richter Amédée Girod – Staatsanwalt war William Turrettini (1810–1876) – als Präsident des Clubs eine Geldstrafe in Höhe von 300 Schweizer Franken zahlen.
Vaucher gehörte 1865 der Jury an, die verschiedene Einsendungen zu einer Ausschreibung für ein neues Gebäude der Akademie Genf zu prüfen hatte.
Auf sein Betreiben hin wurde 1867 die Kreditgesellschaft Crédit Foncier et Commercial Suisse gegründet; die Gesellschaft soll Darlehen auf Grundversicherungen vergeben.
Vaucher war von 1866 bis 1878 und von 1880 bis 1884 liberal-radikaler Genfer Grossrat sowie vom 2. Dezember 1872 bis zum 1. November 1876 Ständerat; in Letzteren folgte ihm Pierre Moriaud.
Er setzte sich bereits seit 1871 als Grossrat intensiv für die 1876 eröffnete Medizinische Fakultät der Universität Genf ein.

### Mitgliedschaften
Alfred Vaucher war Gründungsmitglied und Ehrenpräsident der Ärztevereinigung des Kantons Genf.